# Herstappe
Herstappe é um município da Bélgica localizado no distrito de Tongeren, província de Limburgo, região da Flandres.
Herstappe, constituída por uma só aldeia, é a comuna com a menor população da Bélgica com 82 habitantes.
Apenas Saint-Josse-ten-Noode e Koekelberg têm menor superfície territorial, mas sendo um município de maioria neerlandesa com facilidades para a minoria francófona, não se pode fundir com nenhum município limítrofe que não tenha o mesmo estatuto linguístico.